# Tango n' Vectif
Albums de µ-Ziq
Bluff Limbo
(1994)
Singles
1. Phi*1700 (U/V)
Sortie : mai 1994

Tango n' Vectif est le premier album de µ-Ziq, paru en novembre 1993 sur le label Rephlex d'Aphex Twin.

## Développement
Tango n' Vectif tire son titre d'un groupe dans lequel jouait Michael Paradinas quelque temps plus tôt. C'est le seul LP de µ-Ziq sur lequel participe encore le bassiste Francis Naughton, qui quittera ensuite le duo pour se consacrer à ses études. Son complice préfère abandonner les siennes et représenter seul désormais le pseudonyme choisi ensemble.
Les morceaux sont écrits par Paradinas pour la plupart, mais quelques-uns partent d'idées de Naughton. La seule véritable collaboration reste toutefois Vibes, où la mélodie est entièrement à mettre au crédit de Naughton, Paradinas se focalisant lui sur la rythmique.
Sur la pochette figure une photographie prise par Aphex Twin. Les notes à l'intérieur reprennent en partie celles présentes dans l'album expérimental de 1962 Electronic Music, de The Electrosoniks, duo formé des hollandais Dick Raaymakers et Tom Dissevelt. Paradinas se défend pourtant d'aimer particulièrement les « vieux trucs électroniques », même s'il avoue trouver ce lointain inspirateur « plutôt bon ». Au chapitre des références, on remarque également un clin d’œil appuyé aux  Livres du Disque-monde de Terry Pratchett, puisque Phi*1700 (U/V) y tire son titre, tandis que l'album évoque quant à lui le personnage de Banana N'Vectif.
Une réédition de Tango n' Vectif a eu lieu en 2001, toujours sur Rephlex, avec à cette occasion l'ajout de titres non retenus dans les premières éditions vinyle et CD. On retrouvera le morceau Swan Vesta dans la compilation The Braindance Coincidence, parue en 2001 chez la même maison de disques.
Tango n' Vectif est aujourd'hui considéré comme un disque majeur de l'IDM et l'electro expérimentale. Selon le critique musical Peter Shapiro, c'est « l'un des premiers albums à voir le rythme purement comme une texture », et malgré les dires de Paradinas, le précurseur d'une certaine « fétichisation » des pionniers Pierre Henry et Morton Subotnick.

## Réception
La réédition de 2001 est l'occasion pour plusieurs chroniqueurs de mettre en avant le statut fondateur de Tango n' Vectif.
Pitchfork y voit ainsi un « chef d’œuvre », suffisamment « créatif et radical » pour échapper aux pièges inhérents à l'IDM. Et si plusieurs années après sa sortie, il peut sembler daté dans ses sonorités et ses arrangements, le magazine rappelle qu'il en va de même avec les autres piliers du genre, comme Incunabula d'Autechre ou Analogue Bubblebath 3 d'AFX.
Sputnikmusic en fait quant à lui un « classique », le créditant de la note maximale 5/5. µ-Ziq y apparait selon le webzine « en avance sur son temps », et le disque, quoique riche, lui semble rester assez simple et direct dans son approche à l'auditeur pour rester accessible.
CMJ New Music Monthly évoque enfin un lien direct avec les hymnes electro de 808 State et les innovations acid house de Phuture et Farley « Jackmaster » Funk. Se souvenant que la mission affichée par Rephlex à son lancement en 1991 était de poursuivre « l'innovation dans la dynamique de l'acid music », le mensuel new-yorkais considère Tango n' Vectif, dans « la qualité de son défi stylistique », comme le « premier album à définir » vraiment ce but initial.

## Listes des morceaux

### 1993
Version double vinyle
| α1.   | Tango n' Vectif           | 4:04 |
| α2.   | Swan Vesta                | 6:09 |
| α3.   | Burnt Sienna              | 8:05 |
| α4.   | Iesope                    | 5:55 |
| β1.   | µ-Ziq Theme               | 4:37 |
| β2.   | Auqeam                    | 8:07 |
| β3.   | Vibes                     | 3:54 |
| β4.   | Ad Misericordiam          | 3:23 |
| β5.   | Beatnik #2                | 5:33 |
| γ1.   | Die Zweite Heimat         | 5:30 |
| γ2.   | The Sonic Fox             | 5:32 |
| γ3.   | Caesium                   | 5:44 |
| γ4.   | Phi*1700 (U/V)            | 6:04 |
| δ1.   | 4 Time Egg                | 5:48 |
| δ2.   | Phragmal Synthesis Part 1 | 5:32 |
| δ3.   | Phragmal Synthesis Part 2 | 6:02 |
| δ4.   | Phragmal Synthesis Part 3 | 4:37 |
| 94:36 |                           |      |

Version CD
| 1.    | Tango n' Vectif             | 4:03 |
| 2.    | Swan Vesta                  | 6:09 |
| 3.    | Burnt Sienna                | 8:06 |
| 4.    | Iesope                      | 5:56 |
| 5.    | Auqeam                      | 3:58 |
| 6.    | Vibes                       | 3:54 |
| 7.    | µ-Ziq Theme                 | 4:36 |
| 8.    | The Sonic Fox               | 5:33 |
| 9.    | Amenida                     | 5:54 |
| 10.   | Whale Soup                  | 3:22 |
| 11.   | Xenith Filigree Anus (Edit) | 5:01 |
| 12.   | Die Zweite Heimat           | 5:31 |
| 13.   | Phragmal Synthesis Pt. 3    | 4:49 |
| 14.   | Phi*1700 (U/V)              | 5:56 |
| 15.   | Beatnik #2                  | 5:36 |
| 78:24 |                             |      |

### 2001
| CD1   | CD1               | CD1   | CD1 | CD1 | CD1 | CD1 | CD1 | CD1 | CD1 |
| No    | Titre             | Durée |     |     |     |     |     |     |     |
| ----- | ----------------- | ----- | --- | --- | --- | --- | --- | --- | --- |
| 1.    | Tango n' Vectif   | 4:10  |     |     |     |     |     |     |     |
| 2.    | Swan Vesta        | 6:09  |     |     |     |     |     |     |     |
| 3.    | Burnt Sienna      | 8:06  |     |     |     |     |     |     |     |
| 4.    | Iesope            | 5:56  |     |     |     |     |     |     |     |
| 5.    | µ-Ziq Theme       | 4:36  |     |     |     |     |     |     |     |
| 6.    | Auqeam            | 3:58  |     |     |     |     |     |     |     |
| 7.    | Vibes             | 3:54  |     |     |     |     |     |     |     |
| 8.    | Ad Misericordiam  | 3:29  |     |     |     |     |     |     |     |
| 9.    | Beatnik #2        | 5:36  |     |     |     |     |     |     |     |
| 10.   | Die Zweite Heimat | 5:31  |     |     |     |     |     |     |     |
| 11.   | The Sonic Fox     | 5:33  |     |     |     |     |     |     |     |
| 12.   | Caesium           | 5:39  |     |     |     |     |     |     |     |
| 13.   | Phi*1700 (U/V)    | 8:10  |     |     |     |     |     |     |     |
| 70:47 |                   |       |     |     |     |     |     |     |     |

| CD2   | CD2                      | CD2   | CD2 | CD2 | CD2 | CD2 | CD2 | CD2 | CD2 |
| No    | Titre                    | Durée |     |     |     |     |     |     |     |
| ----- | ------------------------ | ----- | --- | --- | --- | --- | --- | --- | --- |
| 1.    | 4 Time Egg               | 5:51  |     |     |     |     |     |     |     |
| 2.    | Phragmal Synthesis Pt. 1 | 5:32  |     |     |     |     |     |     |     |
| 3.    | Phragmal Synthesis Pt. 2 | 6:04  |     |     |     |     |     |     |     |
| 4.    | Phragmal Synthesis Pt. 3 | 4:51  |     |     |     |     |     |     |     |
| 5.    | Xenith Filigree Anus     | 7:45  |     |     |     |     |     |     |     |
| 6.    | Whale Soup               | 3:21  |     |     |     |     |     |     |     |
| 7.    | Amenida 2                | 5:34  |     |     |     |     |     |     |     |
| 8.    | Paco                     | 4:03  |     |     |     |     |     |     |     |
| 9.    | Crosstown Traffic        | 6:04  |     |     |     |     |     |     |     |
| 10.   | Xolbe 2                  | 7:14  |     |     |     |     |     |     |     |
| 11.   | Driving Is Easy          | 5:01  |     |     |     |     |     |     |     |
| 12.   | Methyl Albion            | 3:35  |     |     |     |     |     |     |     |
| 13.   | Glink                    | 7:21  |     |     |     |     |     |     |     |
| 72:16 |                          |       |     |     |     |     |     |     |     |